# Zagorye Quarter Tower
Kompleks mieszkaniowy „Zagorie” (ros. ЖК Загоре) – osiedle mieszkaniowe wykonane w technogii monolitycznej, zlokalizowane w południowej części Moskwy, w dzielnicy Wschodnie Biriulowo.
Osiedle, które zostało oddane do użytku w 2013 r. składa się z sześciu budynków wielokondygnacyjnych, wykończonych zewnętrznie gresem porcelanowym i sztucznym kamieniem. Łącznie cały kompleks składa się z 18 segmentów, z których najwyższy pod adresem Michniewskaja 8 ma 45 kondygnacji nadziemnych i 165 metrów wysokości, co czyni go najwyższym budynkiem na południu Moskwy. Pięć kolejnych bram; trzy jednoczęściowe 24 piętrowe i jeden trzyczęściowy 20-22-24-piętrowy znajduje się wzdłuż ulicy Jagodnej 1-5. Dolne kondygnacje budynku przeznaczone są na lokale usługowe. Łączna liczba mieszkań to 4436. Deweloperem kompleksu jest firma „Mosfundamentstroy-6”.